# Tari Phillips
Tari Lynne Phillips (Orlando, 3 giugno 1968) è un'ex cestista statunitense.
Centro di 188 cm, ha vinto un Mondiale con la nazionale statunitense e due campionati italiani con la Trogylos Priolo e il Cras Taranto.

## Carriera
Tari Phillips ha esordito nel campionato NCAA nel 1987 con la maglia della University of Georgia e ha concluso la sua carriera universitaria nel 1991 alla University of Central Florida.
Dal 1996 al 1998 ha giocato nell'American Basketball League, con Seattle Reign e Colorado Xplosion. Scelta all'ottavo posto nel draft WNBA del 1999, ha giocato nella Women's National Basketball Association con Orlando Miracle, New York Liberty e Houston Comets.
Durante l'inverno, ha giocato per varie stagioni nel campionato italiano, con Trogylos Priolo e Cras Taranto. Ha vinto gli scudetti del 1999-00 e del 2002-03.

## Palmarès

### Squadra
- Mondiale: 1
Stati Uniti: 2002
- Campionato italiano: 2
Trogylos Priolo: 1999-2000; Cras Taranto: 2002-03.

### Individuale
- WNBA Most Improved Player (2000)
- All-WNBA Second Team (2002)